# Pio Larsen
Pour les articles homonymes, voir Larsen.
Œuvres principales
Den hvite kineser
Pio Larsen, nom de plume de Oddvar Johan Larsen, né le 11 janvier 1928 à Ålesund en Norvège et mort le 9 septembre 1983 à Lillehammer, est un écrivain et un journaliste norvégien, auteur de roman policier.

## Biographie
De 1953 à 1956, il écrit six romans de la série Knut Gribb (no). En 1976, il publie Den hvite kineser avec lequel il remporte le prix Riverton 1976.
En tant que nègre littéraire, il écrit la biographie d'Oscar Magnusson, Jeg vil leve.

## Œuvre

### Roman signé Pio Larsen
- Den hvite kineser (1976)

### Roman signé John Pio
- Amandus og de tre døde (1959)

### Autres ouvrages
- På farten med Festus (1971)
- Hagen vår. Stell, nytte hygge – sakprosa (1975)
- Hjemme hos oss. Av en prøvet godseiers dagbok (1977)
- Kunsten å ligge på sykehus (1979)
- Kunsten å være meg. Av en linedansers erindringer (1983)

### En tant que nègre littéraire
- Jeg vil leve (écrit pour Oscar Magnusson)

## Prix et distinctions

### Prix
- Prix Riverton 1976 pour Den hvite kineser[1]